# ルシア・ベルリン
ルシア・ブラウン・ベルリン（Lucia Brown Berlin、1936年11月12日 - 2004年11月12日）はアメリカ合衆国の短編小説作家。
彼女には少数の熱烈なファンがいたが、存命中に大衆的な支持を得られることはなかった。2015年8月にアメリカの出版社 Farrar, Straus and Giroux がスティーブン・エマーソン編集で彼女の短篇集『掃除婦のための手引き書』(A Manual for Cleaning Women) を出版すると、彼女は没後11年目にして突然の名声を得ることになった。発売2週目にはニューヨーク・タイムズのベストセラーリストに登場し、数週間のうちには彼女のそれまでの著作は全て売り切れてしまった。それらの著作はほとんどの文学賞の対象外だったが、「ニューヨーク・タイムズ・ブックレビュー」の「2015年の10ベストブック」を含む多くの賞に名前が挙げられた 。またキルクス賞の最終候補にもなった。

## 青春時代
ベルリンは米国アラスカ州ジュノーで生まれ、幼少時は鉱山技師の父親の仕事のために各地を転居した。一家はアイダホ州、モンタナ州、アリゾナ州、そしてチリの鉱山キャンプで暮らし、ベルリンはそれらの地で青春時代を過ごした。成人してからはニューメキシコ州、メキシコ、カリフォルニア州、そしてコロラド州で暮らした。

## 経歴
ベルリンは詩人エド・ドーンの励ましと指導の下に、比較的遅い時期に著作の出版を始めた。彼女の最初の短編『天使のコインランドリー』 (Angels Laundromat) は1981年に出版されたが、1960年代からすでに書き始めていた。彼女は生涯に76の短編小説を残している。作品のいくつかは『アトランティック』やソール・ベローの『ノーブル・サヴェージ』（The Noble Savage）といった雑誌に掲載された。彼女は短篇集を6冊出版しているが、作品のほとんどはブラックスパロウ社から出た次の3巻にはいっている。『Homesick: New and Selected Stories』 (1990)、『So Long: Stories 1987-92 』(1993) そして『 Where I Live Now: Stories 1993-98』 (1999)。
彼女の『マイ・ジョッキー』("My Jockey") は5段落で構成された1ページの物語だが、1985年のJack London Short Prizeを獲得した。彼女はまた1991年に『ホームシック』 (Homesick) でAmerican Book Awardを受賞し、National Endowment for the Artsからフェローシップを授与された。
2015年に彼女の短篇集が『掃除婦のための手引書』 (A Manual for Cleaning Women: Short Stories.) というタイトルで出版された。この本は発売直後にニューヨーク・タイムズのベストセラーリストの18位に登場し、翌週には通常リストの15位に上昇した。
日本では、2019年に原著43篇のうち24篇を選び翻訳した『掃除婦のための手引書』(岸本佐知子 訳）が出版され、2020年3月7日に第10回Twitter文学賞の海外編で一位を獲得した。

## 影響と教育活動
生涯を通じてベルリンは、彼女の作品のタイトル『掃除婦のための手引書』『救急室のノート』 (Emergency Room Notebook) 『私設電話交換所』 (Private Branch Exchange) に現れるような、労働者階級の仕事によって生計をたてていた。
1990年代初頭まで、ベルリンはサンフランシスコ郡刑務所やナロパ大学の学校など多くの会場で創作書法を教えていた。彼女はまたマウント・ザイオン・ホスピタルの高齢患者からオーラル・ヒストリーを取材していた。
1994年の秋に、ベルリンはコロラド大学ボルダー校で2年間の客員作家としての教育を始めた。その任期終わり近くには、優秀な教育に対する賞を受賞している。ベルリンは2年間の任期の終わりに留まるように要請された。彼女は准教授に指名され、2000年までそこで教え続けた。

## 評価
ベルリンはアメリカで最も守られている秘密の一つと言われている。
日本でも、「掃除婦のための手引き書」がベストセラーになった際に“アメリカ文学界最後の秘密“と紹介された。
「私は彼女をアリス・マンロ、グレース・ペイリー、あるいはティリー・オルセンと同じ範疇に置きます。彼らと同じように、彼女は家族や愛や仕事について、知的な思いやりをもって書いています。彼女のスタイルは直接的で、明確で、しかし決めつけないものです。またユーモアのセンスがあり、人物の性格や舞台となる場所の性質をきちんと伝える言葉を使っています。」— リディア・デイヴィス、ニュー・オハイオ・レヴュー、『掃除婦のための手引書』について 
「物語は会話調で語られ、テンポよく進みます。彼らは程よい瞬間をとらえて会話し、素敵な光を放ち続けます。ベルリンは私たちの最高の作家の一人です。」 — モリ―・ギレス、サンフランシスコ・クロニクル、『So Long』について
「ベルリンの文学モデルはチェーホフですが、大きくうねり、渦を巻き、そして脇にそれていくジャズのソロのようなモデルもあります。これは非常に高次元の著述です。」 — オーガスト・クラインツァーラー、ロンドン・ブック・レヴュー、『Where I Live Now』について
「私小説とくくるには泥臭さがなく、半自伝的と表すには、自分を突き放したクールさがある。なに一つわざとらしくない。ユーモアのセンスは天賦のもの。そして随所に労働者階級のポエジーがきらめく。」― 山内マリコ、日本経済新聞、『掃除婦のための手引書：ルシア・ベルリン作品集』について

## 私生活
ベルリンが5歳の時に父親が第二次世界大戦で出征し、彼女は母と妹と共にテキサス州にある母の実家に移った。歯科医の祖父、母、そして叔父はアルコール依存症、という環境であった。終戦後、両親と妹と共にチリに移住。テキサスでは貧民街で暮らしたが、チリでは召使つきの屋敷に住んだ。18歳でニューメキシコ大学に進み、在学中に最初の結婚をして息子を二人もうけるが離婚。1958年にピアニストだった2番目の夫と結婚し、ニューヨークに住む。ジャズミュージシャンだった3番目の夫と結婚後、1961年からメキシコで暮らし、さらに二人の息子をもうけるが、1968年に離婚。ベルリン姓は3番目の夫のもの。
ベルリンは脊柱側弯症などの病気に悩まされていた。彼女の曲がった背骨は肺の一つに穴を開け、1994年以降亡くなるまで酸素ボンベを手放せなかった。病状が進行したので彼女は退職し、後に肺がんを発症した。彼女は放射線治療に苦労し、それは骨をすり潰して粉々にされるようだと言っていた 。健康と家計が悪化したので、ベルリンはコロラド州ボルダー市の端にあるトレーラーパークに移り、後にロサンゼルス郊外の息子の家の裏にある改造ガレージに移住した。この移住で彼女は息子の近くに住むことができ、また呼吸が楽になった (標高の高いボルダーは肺にはよくなかった)。彼女は68歳の誕生日に、ロサンゼルス南のマリナ・デル・レイにある自宅で、お気に入りの本を手にしながら亡くなった。

## 作品と出版物

### 書籍
- 掃除婦のための手引書 A Manual for Cleaning Ladies. Illustrations by Michael Myers. Washington, D.C. [i.e. Healdsburg, California]: Zephyrus Image, 1977. OCLC 6148887
- Angels Laundromat: Short Stories. Cover art and illustrations by Michael Shannon Moore. Berkeley, CA: Turtle Island for the Netzahaulcoyotl Historical Society, 1981. ISBN 978-0-913-66639-5 OCLC 7532068
- Legacy. Berkeley, CA: Poltroon Press, 1983. Illustrated by Michael Bradley. OCLC 10869572
- Phantom Pain: Sixteen Stories. Bolinas, CA: Tombouctou Books, 1984. ISBN 978-0-939-18028-8 OCLC 633368020
- Safe & Sound. Berkeley, CA: Poltroon Press, 1988. Illustrated by Frances Butler. ISBN 978-0-918-39505-4 OCLC 123106761
- Homesick: New & Selected Stories. Santa Rosa CA: Black Sparrow Press, 1990. ISBN 978-0-876-85816-5 OCLC 22597395
- So Long: Stories, 1987-1992. Santa Rosa, CA: Black Sparrow Press, 1993. ISBN 978-0-876-85894-3 OCLC 27381091
- Where I Live Now: Stories, 1993-1998. Santa Rosa, CA: Black Sparrow Press, 1999. ISBN 978-1-574-23091-8 OCLC 475160702
- 掃除婦のための手引書：短篇集 A Manual for Cleaning Women: Selected Stories. Edited by Stephen Emerson. Foreword by リディア・デイヴィス. New York, NY: Farrar, Straus and Giroux, 2015. ISBN 978-0-374-20239-2 OCLC 898433447
- Evening in Paradise: More Stories. Farrar, Straus and Giroux, 2018. ISBN 978-0374279486
- Welcome Home: A Memoir with Selected Photographs and Letters. Farrar, Straus and Giroux, 2018. ISBN 9780374287597

#### （日本語訳）
- 掃除婦のための手引書 : ルシア・ベルリン作品集 / 岸本佐知子訳、講談社、2019年。 ISBN ISBN 978-4-06-511929-7
  - 同　講談社〈講談社文庫〉、2022年。 ISBN ISBN 978-4-06-527307-4
- すべての月、すべての年 = Toda Luna,Todo Año : ルシア・ベルリン作品集 / 岸本佐知子訳、講談社、2022年。 ISBN ISBN 978-4-06-524166-0
  - 同　講談社〈講談社文庫〉、2024年。 ISBN ISBN 978-4065366752
- 楽園の夕べ ルシア・ベルリン作品集 / 岸本佐知子訳、講談社、2024年。 ISBN ISBN 978-4-06-533229-0

### 雑誌記事 (没後)
- Berlin, Lucia. 2005. "Letters to August Kleinzahler." The London Review of Books. Vol. 27, No. 15: pp. 33–34. ISSN 0260-9592 OCLC 99818133
- Berlin, Lucia. 2015. "B.F. and Me." The Paris Review. No. 213: Summer 2015. pp. 269–269. ISSN 0031-2037 OCLC 5858374865

### マルチメディア
- Berlin, Lucia, Yasunari Kawabata, and Amy Hempel. Lucia Berlin: Summer 1991. Naropa Institute, 1991. 3 audio cassettes. Audio of two classes held at Naropa Institute in Boulder, Colorado during Summer 1991. Naropa Audio Archive: 20051107, 20051111. OCLC 63682481
- Berlin, Lucia. Lucia Berlin Reading 12 Nov 93 at Lincoln Lecture Hall, Naropa. Naropa Institute, 1993. 1 audio cassette. Lucia Berlin reading at Naropa Institute November 12, 1993. Naropa Audio Archive: 20051208. OCLC 62873090
- Berlin, Lucia, Bobbie Louise Hawkins, Molly Giles, and Lorna Dee Cervantes. W&P Reading Cervantes; Hawkins; Giles, Berlin. Naropa Institute, 1997. 2 audio cassettes. Writing and poetics reading featuring Lorna Dee Cervantes, Bobbie Louise Hawkins, Molly Giles, and Lucia Berlin. Naropa Audio Archive: 20060118, 20060119. OCLC 70077867

### その他
- Berlin, Lucia. Rigorous. Oakland, CA: Mark Berlin, 1992. OCLC 651063912
- Berlin, Lucia. From Luna Nueva. Boulder, CO: Kavyayantra Press at Jack Kerouac School of Disembodied Poetics, November 1993. OCLC 441842670
- Berlin, Lucia. The Moon: There's No Moon Like on a Clear New Mexico Night. Boulder, CO: Kavyayantra Press at Jack Kerouac School of Disembodied Poetics, 1997. OCLC 794174724